# Lapeirousia schimperi
Lapeirousia schimperi là một loài thực vật có hoa trong họ Diên vĩ. Loài này được (Asch. & Klatt) Milne-Redh. miêu tả khoa học đầu tiên năm 1934.